# Masalia mittoni
Masalia mittoni är en fjärilsart som beskrevs av Elliot C.G. Pinhey 1956. Masalia mittoni ingår i släktet Masalia och familjen nattflyn. Inga underarter finns listade i Catalogue of Life.